# Herlé
Pour les articles homonymes, voir Herlé (homonymie).
Herlé est un scénariste et dessinateur de bandes dessinées né le 4 septembre 1958 à Draguignan (Var).
Il est le scénariste de Nabuchodinosaure (ou Nab), dessiné par Roger Widenlocher, le coscénariste d'un album d'Achille Talon et le dessinateur d'une reprise des Pieds Nickelés avec François Corteggiani.

## Publications

### Scénario
Nab aux éditions Dargaud. Dessins de Roger Widenlocher.
- 1991 : Prélude à l'apeupréhistoire
- 1992 : Chroniques de l'apeupréhistoire
- 1993 : Du rififi chez les sauriens
- 1994 : Humo Sapiens
- 1995 : Commando reptile saurien
- 1996 : Paleolitic Sinfonia
- 1997 : Panique à Diplodocus Land
- 1999 : Ramdam sur le Rift
- 2000 : Prehistoric Games
- 2001 : L'odyssée de l'espèce
- 2002 : Bienvenue dans l'ère Aglaglaciaire
- 2005 : Zen
- 2011: Treizozoïque blues

Achille Talon aux éditions Dargaud
- 2004 : Le Monde merveilleux du journal Polite, coscénarisé avec Brett (dessins de Roger Widenlocher)

#### Dessin
- Aux Editions de l'Opportun
  - 2011 : Où est Sarko? - Textes d'Albert Algoud et Pascal Fioretto.
  - 2012 : Les Zépatantes Zaventures des Pieds Nickelés - Ensemble, tout est possible - Scénario François Corteggiani.
  - 2013 : Où sont les grands personnages de l'Histoire de France ? - Textes de Frédérick Gersal.

#### Aux Editions Cerise & Coquelicots
- 2018 :  Kid Franky vous salue bien ! - Scénario de François Corteggiani[réf. nécessaire]
- 2024 : Contes et Légendes de Provence - Les belles histoires de Mémé Tapenade - Scénarios François Corteggiani et Herlé, Editions Tartamudo[réf. nécessaire]

## Prix
- 1993 : Alph-Art jeunesse au festival d'Angoulême pour Nabuchodinosaure, t. 2 (avec Roger Widenlocher)
- 2001 : Eléphant d'Or jeunesse au festival de Chambéry pour Nabuchodinosaure (avec Roger Widenlocher)[réf. nécessaire]
- 2005 : Pierre Dubois d'Or au Bistro-BD de Carpentras.[réf. nécessaire]